# Cascade de Longeligoutte
La cascade de Longeligoutte est une chute d'eau du massif des Vosges située à Fresse-sur-Moselle,.

## Géographie
Elle est située à proximité de l'étang du Frac, à 850 mètres d'altitude.